# Пластхим – Т
„Пластхим – Т“ АД е българско предприятие за производство на пластмасово фолио със седалище и основна производствена база в град Тервел.
Основано е през 1967 година, от 1977 година произвежда полипропиленов канап и полиетиленово фолио, а от 2004 година полипропиленово фолио. Приватизирано е през 1996 година по метода на масовата приватизация, след което акциите му са концентрирани в дотогавашния директор Айдън Фаик и конгломерата „Еврохолд“, който от своя страна се оттегля през 2016 година. През следващите години „Пластхим – Т“ увеличава дейността си с производствени бази в Девня и Аксаково, а през 2024 година купува и предприятия за производство на фолио в Италия и Украйна.
Към 2022 година „Пластхим – Т“ има приходи от продажби за 525 милиона лева. По обем на продажбите е най-голямото предприятие в област Добрич, както и второто по големина в страната в сектора на производство на листове, плочи, тръби и профили от пластмаси след „Пайплайф България“.